# Bệnh viện Quân y 211
Bệnh viện Quân y 211 là một bệnh viện Quân đội, trực thuộc Quân đoàn 3 và đóng tại thành phố Pleiku tỉnh Gia Lai, tiền thân từ các bộ phận của Bệnh viện Quân y 103 và Bệnh viện Quân y 108 phục vụ chiến trường Tây Nguyên.
Hiện nay là Bệnh viện hạng 1 của Quân đội phục vụ cho nhân dân và lực lượng vũ trang khu vực Bắc Tây Nguyên.

## Lịch sử
Bệnh viện Quân y 211 tiền thân là Bệnh viện 84 được thành lập ngày 31-12-1965 theo Quyết định số 2241 của Chủ nhiệm Tổng cục Hậu cần. Nhiệm vụ chủ yếu là "thu dung điều trị thương-bệnh binh của chiến trường B3 (Tây Nguyên). Ngoài ra còn nhận thêm thương-bệnh binh của Hạ Lào và Đường dây 559" .
Sau cuộc chiến tranh Việt Nam, trong đội hình chiến đấu của Binh đoàn Tây Nguyên (nay là Quân đoàn 3), cán bộ chiến sĩ Bệnh viện Quân y 211 tiếp tục tham gia chiến đấu, phục vụ chiến đấu tại biên giới Tây Nam, làm nhiệm vụ quốc tế ở Campuchia và bảo vệ biên giới phía Bắc của Tổ quốc, trực tiếp cứu chữa, giành lại sự sống cho biết bao đồng đội, trả nhanh quân số về đơn vị chiến đấu, góp phần quan trọng vào thành tích chung của Binh đoàn, vun đắp nên truyền thống vẻ vang "Đoàn kết, dũng cảm; tận tụy, thủy chung; sáng tạo, tự lực; khoa học, thực tiễn".
Năm 2015, Bộ Quốc phòng ban hành Thông tư số 118/2015/TT- BQP về sửa đổi, bổ sung Thông tư số 215/2013/TT- BQP ngày 13-12-2013 về việc công nhận xếp hạng các đơn vị sự nghiệp y tế trong Quân đội Nhân dân Việt Nam. Bệnh viện được bổ sung nhiệm vụ, trở thành bệnh viện hạng 1 nằm trong đội hình của Quân đoàn.

## Lãnh đạo hiện nay
1. Giám đốc: Đại tá Hoàng Tiến Dũng
2. Chính ủy: Đại tá Trần Văn Tài
3. Phó giám đốc y vụ: Đại tá Phạm Quỳnh
4. Phó giám đốc nội:
5. Phó giám đốc ngoại : Đại tá Trần Xuân Lợi

## Lãnh đạo qua các thời kỳ
1. Giám đốc, Viện trưởng: GS Võ Văn Vinh (1965-1967); GS Lê Cao Đài (1967-1973); GS Đào Gia Thìn (1973-1975); GS Phan Chúc Lâm (1975); BS Đặng Phì (1975-1978; BS Lê Viết Nho (1978-1981); BS Nguyễn Khiết (1981-1986); BS Lê Đăng Dung (1986-1993); BS Kiều Mỹ (1993-2003); BS Trần Đình Thụ (2003-2011); BS Bùi Xuân Hữu (2011-2020); BS Trần Vương Linh (2020-2023);BS Hoàng Tiến Dũng (2023-nay)...
2. Chính ủy, Phó viện trưởng chính trị:...
3. Phó giám đốc, Phó viện trưởng:...

## Chức năng - nhiệm vụ
Bệnh viện có nhiệm vụ khám, cấp cứu, thu dung, điều trị, chăm sóc sức khỏe cho cán bộ, chiến sĩ trong Binh đoàn và các đơn vị của Bộ, của Quân khu 5 trên địa bàn đứng chân. Đồng thời, đơn vị cũng tham gia điều trị cho các đối tượng hưởng bảo hiểm y tế, điều trị cho nhân dân có thu một phần viện phí.
Cùng với việc tập trung khám chữa bệnh cho quân, dân, Bệnh viện Quân y 211 còn tổ chức các đội công tác về các thôn làng ở Chư Sê, Đắc Đoa, để thăm, tặng quà, khám bệnh, phát thuốc miễn phí cho hơn 2.150 lượt người.